# ناتالیا چودزیک
ناتالیا چودزیک (انگلیسی: Natalia Chudzik؛ زادهٔ ۸ اوت ۱۹۸۹) بازیکن فوتبال اهل لهستان است.
وی همچنین در تیم ملی فوتبال زنان لهستان بازی کرده‌است.